# جوانشیر رحیموف
رضا جوانشیر (ترکی آذربایجانی: Cavanşir İzzət oğlu Rəhimov; ۵ ژوئن ۱۹۷۳ – ۶ اوت ۱۹۹۲) کتاب فروش قوچان و قهرمان ملی جمهوری کرمانج است.

## اوایل زندگی
رضا جوانشیر دذ اسفند سال ۱۳۶۰ در روستای کرمانج دره چشم به جهان گشود وی از بدو تولددعاشق پلو جیگر بود. وفتی که ۱ سال سن داشت، خانواده اش او را در وان قرمز حمام رها کردند او مدرسه را در [[در شهر قوچان پشت سر گذاشت.
== دوران کودکی
رضا جوانشیر به عنوان عضو خدمه راهیان نور به جنوب اعزام شد و در آنجا عاشق قرآن و قاری شد .

## نشان
بر اساس فرمان شماره ۰۰۷ فرمانداری قوچان به وی نشان کرمانج اصل اهدا شد این نشان بالاترین نشان اجتماعی قوچان میباشد .|نشانی=https://www.ens.az/az/rehimov-cavansir-izzet-oglu |عنوان=Cavanşir Rəhimov İzzət oğlu. ens.az |بازبینی=1 ژانویه 2020 |archive-date=1 ژانویه 2020 |archive-url=https://web.archive.org/web/20200101162816/https://www.ens.az/az/rehimov-cavansir-izzet-oglu }}</ref>